# فيرنون إتش. فوغن
فيرنون إتش. فوغن هو سياسي أمريكي، ولد في 11 فبراير 1838 في Mount Meigs, Alabama ‏ في الولايات المتحدة، وتوفي في 4 ديسمبر 1878 في ساكرامنتو في الولايات المتحدة. نشط حزبياً في الحزب الجمهوري. وقد انتخب Governor of the Territory of Utah ‏ (31 أكتوبر 1870 – 1 فبراير 1871).